# Collioure
Collioure là một xã trong vùng Occitanie, thuộc tỉnh Pyrénées-Orientales, quận Céret, tổng Côte Vermeille. Tọa độ địa lý của xã là 42° 31' vĩ độ bắc, 03° 04' kinh độ đông. Collioure nằm trên độ cao trung bình là 10 mét trên mực nước biển, có điểm thấp nhất là 0 mét và điểm cao nhất là 655 mét. Xã có diện tích 13.02 km², dân số vào thời điểm 1999 là 2763 người; mật độ dân số là 212 người/km².

## Thông tin nhân khẩu
| 1962  | 1968  | 1975  | 1982  | 1990  | 1999  |
| ----- | ----- | ----- | ----- | ----- | ----- |
| 2 398 | 2 525 | 2 516 | 2 527 | 2 726 | 2 763 |

## Địa điểm tham quan
- Notre-Dames-des-Anges được xây giữa 1684 và 1691.
- Lâu đài Hoàng gia (Château Royal).